# 中国人民解放军火箭军特色医学中心
中国人民解放军火箭军特色医学中心，原称中国人民解放军火箭军总医院，位于北京市西城区新街口外大街16号，隶属中国人民解放军火箭军后勤部，三级甲等医院。

## 简介
该医院的前身是北京军区的中国人民解放军第二六二医院，始建于1954年5月，1956年3月16日正式收治病人。1999年9月28日，挂牌成立中国人民解放军第二炮兵总医院，隶属中国人民解放军第二炮兵后勤部。
该医院曾先后参加“1959年西藏平叛”、“抗美援越”、“国庆35周年阅兵”、“中越边境自卫反击战”、“1998年抗洪抢险”、“国庆50周年阅兵”、“2003年抗击‘非典’”、“2008年四川抗震救灾”、“2008年奥运安保”等。
2003年，该医院被评为“北京市抗击非典先进单位”，2010年，玉树抗震救灾医疗队被中共中央、国务院、中央军委授予“抗震救灾英雄集体”称号。2008年、2011年医院两次被评为“全军为部队服务先进单位”。2003年，该医院的护士长李淑君获南丁格尔奖。2006年，中国国内第一家“胃食管反流病中心”和北京市第一家“中毒急救中心”在该医院挂牌成立。
2016年1月，在深化国防和军队改革中，该医院更名为中国人民解放军火箭军总医院，隶属中国人民解放军火箭军后勤部。
截至2016年，中国人民解放军火箭军总医院是中国人民解放军第二、三、四军医大学临床教学医院，北京师范大学医学研究院；是苏州大学、武汉大学、辽宁医学院等7所院校的研究生联合培养基地。
2018年，根据军队改革进程安排，原解放军火箭军总医院调整组建为火箭军特色医学中心。

## 历任领导
| 院长 - 赵子辉（‬1955年7月‭—‬1960年10月） - 马耀武（‬1960年9月‭—‬1962年5月） - 李海卿中校‭（‬1962年5月‭—‬1969年11月） - 张炳林（‬1969年11月‭—‬1978年5月） - 邱高明大校‭（‬1984年2月‭—‬1995年7月‭）‬ - 张晓玉大校（‬1995年7月‭—‬2000年7月） - 祝清华大校（？—？） - 姜合作少将（2006年—2010年） - 王开平大校（2010年—） …… - 李杰 大校（？—至今） | 政治委员 - 孙景波（‬1970年3月‭—1983年5月）‬ - 王新生（1983年5月‭—1988年5月） - 朱青（‬1991年5月‭—1995年8月） - 段丰敏（‬1995年8月‭—1999年7月‭）‬ - 韩涛大校‭（‬1999年7月‭—？） - 杨传松大校（？—2009年） - 何钧民大校（2009年—2013年） - 展广大大校（2013年—） …… - 彭柯 大校（？—至今） |